# Портрет Агати Бас
«Портрет Агати Бас» — картина нідерландського художника Рембрандта 1641 року Належить до Королівської колекції .  

## Опис
На темному фоні зображена Агата Бас, дружина Ніколаеса Ван Бамбека. Здається, жінка спирається на правий край зображення, який приховує більшу частину її лівої руки. У правій руці вона тримає віяло. Жінка носить чорний плащ, прикрашений мереживом на рукавах і на шиї.